# Jaśkowice (Byczyna)
Jaśkowice  (deutsch Jaschkowitz) ist ein Ort der Gmina Byczyna in der Woiwodschaft Opole in Polen.

## Geographie

### Geographische Lage
Jaśkowice liegt im nordwestlichen Teil Oberschlesiens im Kreuzburger Land. Das Dorf Jaśkowice liegt rund einen Kilometer nördlich vom Gemeindesitz Byczyna, rund 19 Kilometer nördlich der Kreisstadt Kluczbork und etwa 65 Kilometer nordöstlich der Woiwodschaftshauptstadt Oppeln.
Westlich des Dorfes verläuft die Landesstraße Droga krajowa 11.

### Nachbarorte
Nachbarorte von Jaśkowice sind im Nordwesten Gołkowice (Golkowitz) und im Süden der Gemeindesitz Byczyna (Pitschen).

## Geschichte
Das Dorf wird 1393 erstmals als Jeskowicz erwähnt. Im Jahr 1414 erfolgte die Erwähnung des Dorfes als Gischkowicz. Der Name des Dorfes leitet sich vom Namen des Gründers ab, das Dorf des Jaśko (auch Jakob).
Im Jahr 1588 wurde das Dorf Jaschkowitz bei den Kämpfen in der Schlacht bei Pitschen zerstört. 1592 wird der erste Dorfvorsteher, ein Herr namens Tomek, erwähnt. Für das Jahr 1600 ist ein Jan Frąck als Dorfvorsteher festgehalten. 1760 wird im Dorf eine Schule eingerichtet.
1845 bestanden im Dorf eine evangelische Schule und weitere 50 Häuser. Im gleichen Jahr lebten in Jaschkowitz 437 Menschen, davon 78 katholisch. 1861 lebten in Jaschkowitz 504 Menschen. 1874 wurde der Amtsbezirk Jaschkowitz gegründet. Erster Amtsvorsteher war der Rittergutsbesitzer von Tieschowitz aus Golkowitz. 1890 wurde in Jaschkowitz eine Kleinkinderschule eingerichtet.
1933 lebten in Jaschkowitz 488 Menschen. Zum 27. Mai 1936 wurde der Name des Dorfes in Auenfelde geändert. 1939 lebten 440 Menschen in Auenfelde. Bis 1945 gehörte das Dorf zum Landkreis Kreuzburg O.S.
Als Folge des Zweiten Weltkriegs fiel Jaschkowitz 1945 wie der größte Teil Schlesiens unter polnische Verwaltung. Nachfolgend wurde der Ort in Jaśkowice umbenannt und der Woiwodschaft Schlesien angeschlossen. 1950 wurde es der Woiwodschaft Oppeln eingegliedert. Zwischen 1945 und 1954 bestand die Gemeinde Jaśkowice. 1995 lebten 231 Menschen im Dorf. 1999 kam der Ort zum neu gegründeten Powiat Kluczborski (Kreis Kreuzburg).

## Sehenswürdigkeiten
- Gebäude des ehemaligen Klosters
- Wegekreuz